# Ashley Mocudé
Antoine Percy Ashley Mocudé (ur. 21 października 1964) – maurytyjski piłkarz grający na pozycji napastnika. W swojej karierze rozegrał 21 meczów i strzelił 6 goli w reprezentacji Mauritiusa.

## Kariera klubowa
Swoją karierę piłkarską Mocudé rozpoczął w klubie Racing Club Maurice. W sezonie 1982/1983 zadebiutował w jego barwach w pierwszej lidze maurytyjskiej. W 1985 roku przeszedł do Sunrise Flacq United SC, w którym grał do 1999 roku, czyli do końca swojej kariery. Wraz z nim ośmiokrotnie wywalczył mistrzostwo Mauritiusa w sezonach 1986/1987, 1988/1989, 1989/1990, 1990/1991, 1991/1992, 1994/1995, 1995/1996 i 1996/1997 oraz zdobył cztery Puchary Mauritiusa w latach 1982, 1992, 1993 i 1996.

## Kariera reprezentacyjna
W reprezentacji Mauritiusa Mocudé zadebiutował 19 kwietnia 1987 roku w przegranym po serii rzutów karnych (3:5, w meczu 2:1) meczu Igrzysk Afrykańskich 1987 z Madagaskarem. W debiucie strzelił gola. Od 1987 do 1996 wystąpił w kadrze narodowej 21 razy i strzelił 6 goli.